# Auen und Hänge an Urft und Gillesbach
Das Naturschutzgebiet Auen und Hänge an Urft und Gillesbach liegt auf dem Gebiet der Gemeinde Kall im Kreis Euskirchen in Nordrhein-Westfalen.
Das aus elf Teilflächen bestehende Gebiet erstreckt sich  südöstlich des Kernortes Kall und südöstlich des Kaller Ortsteils Sötenich entlang der Urft und des Gillesbaches. Es liegt westlich, nördlich und östlich des Kaller Ortsteils Urft. Die Landesstraßen L 204 und L 22 kreuzen das Gebiet, die L 206 verläuft nördlich.

## Bedeutung
Für Kall ist seit 1955  ein 372,52 ha großes Gebiet unter der Kenn-Nummer EU-003 als Naturschutzgebiet ausgewiesen. Die Unterschutzstellung erfolgt insbesondere wegen der Bedeutung eines großen Teils des Gebietes für die Errichtung eines zusammenhängenden ökologischen Netzes besonderer Schutzgebiete in Europa.